# Béal (entreprise)
Pour les articles homonymes, voir Béal.
Béal est une entreprise fabriquant et vendant des produits et des services pour les travaux et pratiques en hauteur, en particulier pour l'escalade. C'est le leader mondial de la production des cordes d'escalade. L'entreprise, comptant 80 employés, est basée à Pont-Évêque en Isère. La société BEAL fabrique environ 15 millions de mètres de corde par an.
Béal est présent dans 70 pays.

## Historique
- Béal est fondé en 1950, et produit, au début, des lacets de chaussures et divers petits cordons pour les stores[2].
- En 1974, Michel Béal rejoint l'entreprise familiale et s'oriente vers la fabrication des cordes de montagne à la suite d'une visite au salon de la montagne à Grenoble.
- En 1976, la première corde BEAL est commercialisée. Une gamme complète est alors développée avec le guide français Yannick Seigneur.
- L'escalade explose au début des années 80 grâce entre autres à Patrick Edlinger. Beal devient dès 1986 le leader mondial de la corde de montagne.
- Durant les années 1990, l'entreprise a fortement développé ses produits notamment avec des cordes pour la cascade de glace comme « l'iceline ».
- En 1999, Béal rachète son concurrent autrichien "Edelweiss" et installe la nouvelle usine à Saint-Chamond (42)
- Peu après 2000, Béal diversifie son offre et propose par exemple le baudrier « Aerolight », premier baudrier sans boucle.
- Elle révolutionne le marché des cordes en proposant la « Joker » première corde homologuée à la fois à simple, à double et jumelée.
- C'est également à cette époque que l'entreprise a fortement mis l'accent sur l'identification et la traçabilité du matériel. Chaque produit Béal possède un numéro individuel. La traçabilité des produits est également renforcée par l'intermédiaire du Beal Color Code (Brevet).
- Béal est également le premier à proposer une corde à la fois semi-statique et dynamique (Dynastat 10.5mm)
- En 2014, Béal propose la corde Gully 7.3mm. La corde à double/jumelée la plus fine et la plus légère du marché
- En 2015, c'est au tour de l'Opéra 8.5mm. Il s'agit de la première corde à simple sous les 50g/m (48g/m). Ces dernières cordes bénéficient de la technologie UNICORE.

## Environnement
- Depuis 2006, une partie de la production est implantée à Madagascar. Dès 2009, Béal s'est associé à l'ONG "WOOD EN STOCK" afin de ralentir le fléau de la déforestation sur l'île rouge. Chaque année, Béal et Wood en stock plantent 30 000 arbres dans la vallée du Tsaranoro.